# S7 Airlines
S7 Airlines (рус. званично — АО «Авиакомпания „Сибирь“») је једна од водећих руских авио-компанија. Сједиште је на аеродрому Москва-Домодедово, док су регионала чворишта на аеродромима Новосибирск-Толмачево и аеродрому Пулково у Петербургу.
Део породице oneworld® од 2010. године, повезује око 150 дестинација у 35 земаља широм Европе, Блиског истока и Азије.

## Историја
S7 Airlines појавила се у мају 1992. године под именом  Авио-компанија „Сибир” (рус. «Авиакомпания „Сибирь“») као подружница Аерофлота са седиштем у руском граду Новосибирску. 1994. године предузеће је приватизовано. У исто време, „Сибир” је добио међународни IATA код. 2001. године преузета је московска Авио-компанија „Внуково” (рус. «Внуковские авиалинии»). Исте године, авио-компанија је преузела Бајкал авио-компанију, а затим 2004. године преузела је и Чељабинск ерлајнс и Енкор.  2002. године Авио-компанија „Сибир” је започела своје услуге из некадашње базе Авио-компаније  „Внуково”, аеродрома Москва-Внуково, али је, након неког времена, пребацила све летове на аеродром Москва-Домодедово.
Преломна година је била 2006, када је на темељима постојеће Авио-компаније „Сибир” дошло до оснивања S7 Group. Тада долази до храброг ребрендирања, чиме су компанијски скромни бели трупови и плави репови постали светлозелени с црвено-белим логотипом практично новог превозника — „S7 Airlines”.
31. марта 2019. године председница и сувласница компаније, Наталија Филева, је страдала након што се приватни авион срушио током слетања на Франкфурт-Егелсбах аеродром   .